# الخطب المنبرية
هي الخطب التي تلقى من فوق المنابر، ويسمى الشخص الذي يلقيها بالخطيب، الخطب المبرية هي فن مشافهة الجمهور وإقناعه واستمالته والتأثير فيه، وهي كذلك وسيلة وطريقة جيدة لنشر وتبليغ مفاهيم الإسلام وموضوعاته بالعديد من اللغات للثقافات والمجتمعات المختلفة؛ وذلك عبر تحرير وكتابة مفاهيم الإسلام الرئيسة التي يجب تبليغها وتعليمها للأمة بمختلف لغاتها وأجناسها.
استخدم النبي محمد الخطابة في نشر وتبليغ مفاهيم الإسلام؛ ومن الشواهد المشهورة على ذلك خطبة حجة الوداع التي ألقاها النبي محمد في السنة العاشرة من الهجرة في حوالي مائة ألف من المسلمين، واستخدمها أيضا الصحابة والتابعون؛ كوسيلة فعالة وقوية ومؤثرة في تبليغ مفاهيم الإسلام وموضوعاته ومقاصده للبشر على عموم ألوانهم وأجناسهم. كما تلقى الخطب في أيام الجمع، وهي شرط لصحة صلاة الجمعة، وقد ورد عن النبي محمد الكثير من هذه الخطب، وكذلك وردت عن الصحابة والتابعين

## تاريخ المنبر
جاء في صحيح البخاري أن امرأة من الأنصار جاءت لرسول الله صلى الله عليه وسلم، فقالت: يا رسول الله ألا أجعل لك شيئا تقعد عليه؛ فإن لي غلاما نجَّارا، قال إن شئتِ قال فعملت له المنبر، فلمَّا كان يوم الجمعة قعد النبي صلى الله عليه وسلم على المنبر الذي صُنع فصاحت النخلة التي كان يخطب عندها حتى كادت تنشق فنزل النبي صلى الله عليه وسلم حتى أخذها فضمَّها إليه فجعلت تئنّ أنين الصبي الذي يُسكَّت حتى استقرت، قال: بكت على ما كانت تسمع من الذكر.

## خصائص الخطبة
1. ألا تكون طويلة مملة ولا قصيرة مخلة؛ بحيث تركز على الموضوع الرئيسي وتوفيه حقه.
2. أن تتصف بالوحدة الموضوعية؛ وذلك بأن تدور حول فكرة معينة أو موضوع خاص.
3. أن يراعى في أسلوبها أحوال المستمعين وخصائصهم.
4. حسن اختيار الموضوع؛ بأن يكون من الموضوعات غير المكررة؛ ليجذب اهتمام المتلقين وإنصاتهم.
5. استخدام الجمل القصيرة التي يقل فيها استخدام الروابط؛ لئلا يشق على المتلقين متابعة الأفكار والربط بينها.
6. الاعتماد على الجمل الإنشائية المثيرة والمجددة لنشاط المتلقين (الأمر، النهي، الاستفهام، التعجب، النداء).
7. الاستشهاد بالآيات والأحاديث وأقوال الحكماء شعرا ونثرا والقصص والأحداث التاريخية؛ للتدليل وأخذ العبر.

## عناصر الخطبة

### المقدمة
ولها كبير وعظيم الأهمية؛ لأنها تعد المتلقين لموضوع الخطبة وتهيئهم له، وعادة ما تبدأ بحمد الله وشكره والثناء عليه ومجموعة من الأدعية؛ ويجب أن تتمتع المقدمة بالآتي:
1. أن تكون متصلة بالموضوع وممهدة له.
2. أن تكون مشوقة تجذب المتلقين إلى موضوع الخطبة وتحفزهم له.

### الموضوع
وهو صلب الخطبة وعمودها، ويجب أن يتصف موضوع الخطبة بالآتي:
1. الوحدة الموضوعية.
2. الترتيب والتسلسل والترابط المنطقي للأفكار.
3. التدرج في العرض من الأهم للمهم، ومن العام للخاص.
4. الوضوح التام في المقاصد والغايات.
5. التدليل والاستشهاد على الأفكار والآراء.
6. الإكثار من أساليب الإثارة والتشويق.

### الخاتمة
وتأتي في نهاية الخطبة وبعد عرض الموضوع، ويجب أن تتصف بالآتي:
1. ألا تكون بعيدة عن موضوع الخطبة؛ لأنها امتداد له.
2. أن توجز أهم ما ورد في الخطبة.
3. أن تعبر بأساليب مغايرة عما جاء في عرض موضوع الخطبة.
4. أن تكون عباراتها قوية؛ لتؤثر وتهز مشاعر المتلقين.
5. أن تكون قصيرة؛ لينتهي المتلقون وهم في ميل ورغبة للاستزادة.

## الشروط الواجب توافرها في الخطيب
1. أن تكون مخارج الحروف عنده سليمة من العيوب.
2. أن يكون صوته جهوريًّا يمكنه من إسماع جميع الحاضرين.
3. أن يكون على علم ودراية بنفسيات المستمعين لمخاطبتهم بما يناسبهم.
4. أن يكون حسن المظهر؛ بحيث يحظى باحترام الناس وتقديرهم.
5. أن يلوِّن صوته حسب الموضوع، وحسب نوع الخطبة.
6. أن يكون جريئًا في مواجهة الناس، وإبراز تعابير الوجه، واستخدام الإشارات اللازمة باليد وغيرها، وتوجيه الخطاب للجميع، وتوزيع النظرات في جميع الاتجاهات.

## مفاهيم الإسلام الرئيسة
تقوم الخطب المنبرية على تبليغ وتعليم مفاهيم الإسلام الرئيسة للمسلمين على اختلاف أجناسهم وألوانهم، وتتلخص المفاهيم الرئيسة للإسلام في بعض المجالات أوالقضايا؛ والتي من أهمها:

### المجال السلوكي والأخلاقي
ويتناول هذا المجال عددا من الموضوعات؛ أهمها: (خلق الرحمة، الحث على الصدق والتحذير من الكذب، الحث على الصبر، خطر التبرج والسفور، الرفقة الصالحة وأثرها على صاحبها، التحذير من زلات اللسان، التوبة من المعاصي والذنوب، التحذير من فتنة النساء، المخدرات وأثرها المدمر، سوء الظن).

### المجال الاجتماعي
ويتناول هذا المجال عددا من الموضوعات؛ أهمها: (الحث على كسب الحلال واجتناب الحرام، تكريم الإسلام للمرأة المسلمة، النصيحة والأمانة، بر الوالدين والتحذير من عقوقهما، الحث على صلة الأرحام، حق المسلم على أخيه المسلم، حقوق الراعي والرعية، الجوار وحق الجوار، الزكاة ودورها في التكامل الاجتماعي).

### المجال الإيماني
ويتناول كذلك مجموعة من الموضوعات؛ أهمها: (فضل من حقق التوحيد، الإخلاص وأهميته، الإيمان بأسماء الله وشرح بعضها، أهيمة التوكل على الله ومنزلته، ما بعد الموت، الخوف والرجاء، الإيمان بالقدر خيره وشره، الحياة الحقيقية هي حياة الآخرة، التحذير من الكهنة والمشعوذين، من آثار الذنوب والمعاصي في حياة العبد، شيء من نعيم الجنة وعذاب النار، محبة الله ورسوله أصلا الإيمان، أشراط الساعة، بعض آيات الله الكونية).

### المجال التعبدي
ويشمل هذا المجال عددا من الموضوعات؛ والتي من أهمها: (الحث على الدعاء، الحث على الجمعة والجماعة، لزوم السنة، التحذير من البدع، تلاوة القرآن وآدابها، مفهوم العبادة في الإسلام، الزكاة حكم وأحكام، استقبال رمضان وشيء من أحكامه، أهمية الصلاة وحكمة تشريعها، ذكر الله بالقلب واللسان، الاجتهاد في العشر الأواخر من رمضان، زكاة الفطر وأحكام صلاة العيد، من معاني الحج وأسراره، العشر الأوائل من ذي الحجة، طهارة المريض وصلاته).

### المجال الدعوي والإعلامي
وتتعدد قضاياه وموضوعاته؛ ومن أهمها: (الحث على العلم والعمل، أهيمة الأمر بالمعروف والنهي عن المنكر، الإعلام وأثره في حياة الناس، الاستقامة على الكتاب والسنة، وسائل كسب القلوب).
والخطب المنبرية دائما ما تغطي هذه المفاهيم الرئيسة للإسلام بكل مجالاتها وموضوعاتها.